# Dywan perski

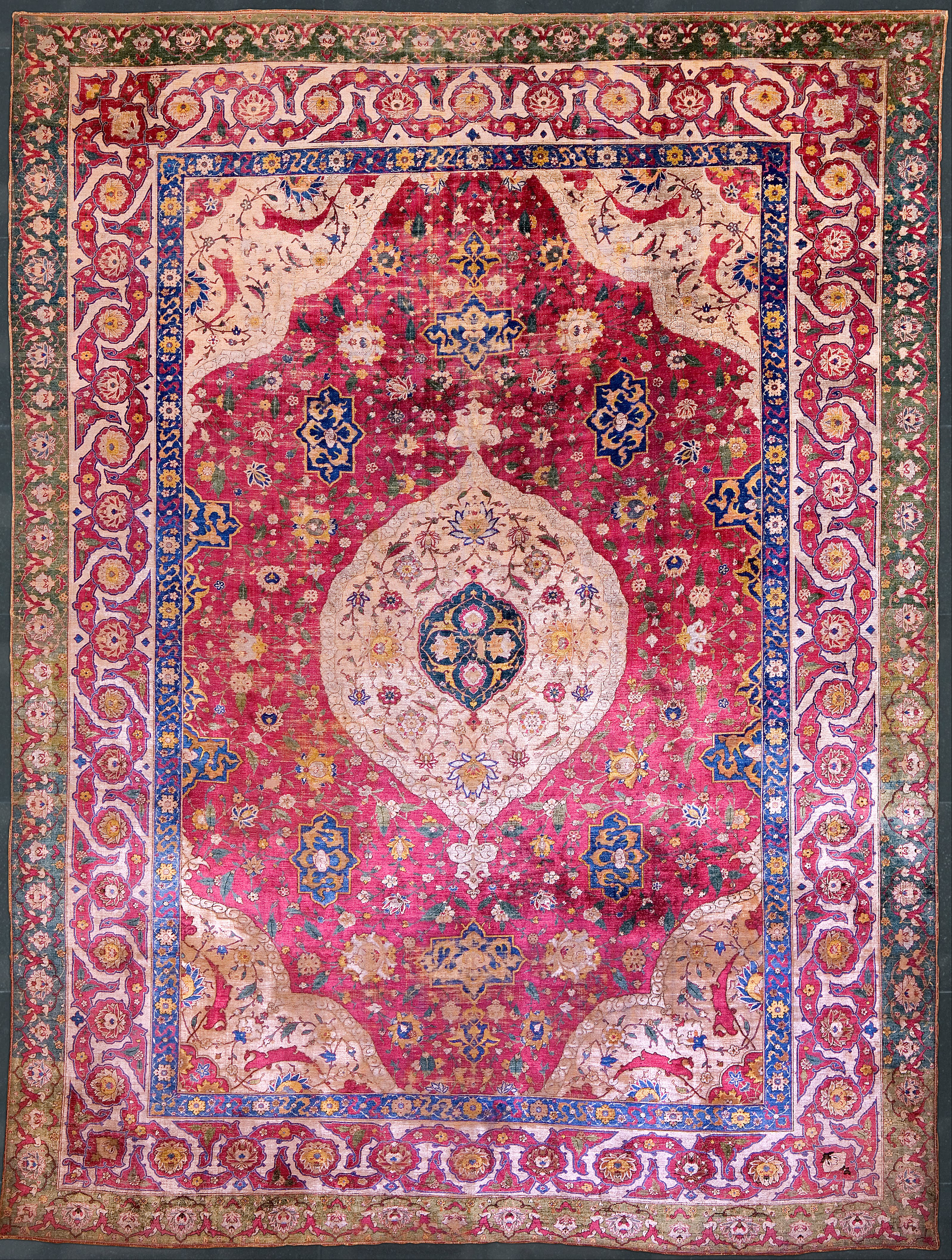
Dywan Rothschilda, polowa XVI wieku, Muzeum Sztuki Islamskiej w Dosze

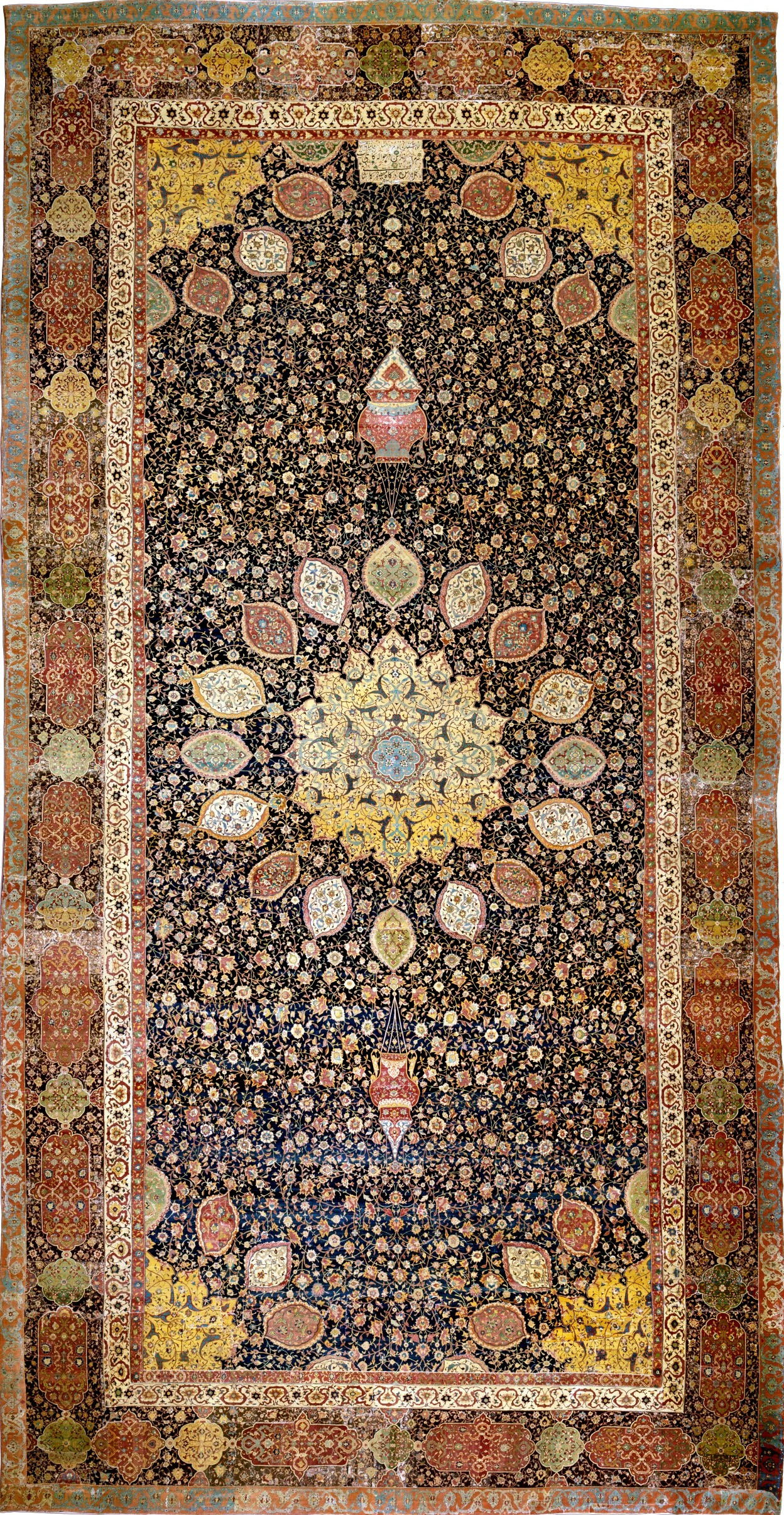
Kobierzec ardabilski, 1539–40, w zbiorach Muzeum Wiktorii i Alberta

Dywan perski – ciężka, ręcznie tkana tkanina dekoracyjna z obszaru Persji, zdobiona motywami roślinnymi, scenami figuralnymi i zwierzęcymi, wytwarzana z wełny lub jedwabiu na osnowie bawełnianej lub wełnianej. Różne rodzaje dywanów wytwarzanych w Iranie nazywane są najczęściej od nazw miejscowości gdzie są produkowane, np. Hamadan, Kerman czy Sziraz.
Tradycyjna sztuka tkania dywanów perskich jest narodowym dziedzictwem kulturowym Iranu. W 2010 roku sztuka tkania dywanów z Farsu oraz z Kaszanu zostały wpisane na listę niematerialnego dziedzictwa UNESCO.

## Historia
Perskie dywany z włosiem zachowane do dziś pochodzą z okresu po XVI wieku, jednak sztuka tkania dywanów w Persji jest znacznie starsza. Perskie dywany sprzed XVI wieku opisywane były w literaturze i dokumentach historycznych.
Ksenofont wspomina luksusowe dywany wytwarzane przez Medów. Zachowane przekazy z podbojów Aleksandra Macedońskiego wspominają, że władca miał znaleźć dywan w grobowcu Cyrusa II Wielkiego.
Cesarz wschodniorzymski Herakliusz, panujący w latach 610–641, miał zabrać dywan pokaźnych rozmiarów z pałacu Sasanidów po zajęciu Dastjerdu w 628 roku. Bogato zdobiony Dywan Baharestan padł łupem Arabów po zdobyciu Ktezyfonu w 637 roku. O sztuce tkania dywanów w Persji i zręczności tamtejszych rzemieślników pisał chiński podróżnik Xuanzang. W okresie panowania Umajjadów (661–750) i Abbasydów (750–1258) dywany perskie zdobiły pałace władców Wielkiego Kalifatu Islamskiego. W okresie panowania Seldżukidów sztuka tkania dywanów rozwinęła się dalej wraz z szerszym zastosowaniem przez tkaczki węzłów typu giordi (tureckich). Rzemiosło rozwijało się również pod panowaniem Timurydów (1370–1526) po wprowadzaniu subsydiowania produkcji.

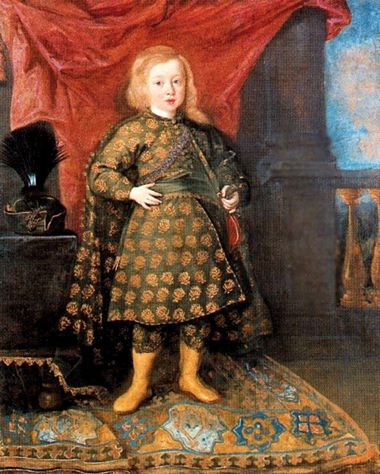
Perski dywan na portrecie królewicza Zygmunta Kazimierza Wazy, połowa XVII wieku

Rozkwit sztuki tkania dywanów przypada jednak na okres panowania Safawidów (1501–1736), kiedy dwór królewski zaangażował się w równoczesne wsparcie handlu, rzemiosła i sztuki. Powstały warsztaty produkujące dywany wyłącznie na zamówienia królewskie. Z nomadycznego rzemiosła zaczął powstawać przemysł, a dywany eksportowano do Indii, Indii Wschodnich, Imperium Osmańskiego i do wielu państw Europy. Szachowie Tahmasp I i Abbas I Wielki obdarowywali dywanami zagranicznych władców i dygnitarzy. Z tego okresu znanych jest około 1500 dywanów lub ich fragmentów. Na ziemiach polskich moda na kobierce perskie, zwane adziamskimi po staropolsku, rozpowszechniona została przez kupców ormiańskich.
Przemysł dywanowy, jak i cała gospodarka, ucierpiał w okresie 50-letniej walki o władzę pomiędzy Kadżarami i Zandami. Jego ponowny rozkwit przypada na okres panowania Kadżarów (1794–1925), kiedy władcy zajęli się aktywną promocją dywanów w Europie. Szach Naser ad-Din Szah Kadżar (1848–1896) prezentował dywany brytyjskiej królowej Wiktorii i na wystawie światowej w Wiedniu w 1873 roku. W XIX wieku coraz więcej zagranicznych inwestorów angażowało się w masową produkcję dywanów w Iranie, budując manufaktury w Meszhedzie, Tebrizie, Kermanie i Soltanabadzie. By zapewnić żywe kolory, preferowane przez odbiorców europejskich, zaczęto w produkcji dywanów stosować syntetyczne barwniki anilinowe, co pogorszyło jakość i trwałość wyrobów. Proces ten został przyhamowany przez Rezę Pahlawiego, za którego panowania rząd wspierał rozwój tradycyjnego wytwórstwa. Wraz z umacnianiem się zagranicznej klasy średniej i rosnącym popytem na perskie dywany, władze Iranu wsparły eksport wprowadzając przyjazne regulacje.
Po rewolucji w 1979 roku irański przemysł dywanowy zaczął upadać, zarówno wskutek prowadzonych wojen, jak i trzynastoletniego embarga nałożonego przez Stany Zjednoczone. Udział Iranu w zachodnim rynku dywanowym spadł z 40% w 1980 roku do 16% w 1985 roku, a miejsce producentów irańskich zajęli chińscy. Dawnej pozycji na rynku nie udało się odzyskać nawet po zdjęciu embarga, ponieważ wyroby chińskie są bardziej konkurencyjne cenowo.

### Dywan Pazyryk
Najstarszy znany dywan został prawdopodobnie wytworzony na terenach znajdujących pod wpływem starożytnej Persji w III wieku p.n.e. Zamrożony dywan został znaleziony w kurhanie w dolinie Pazyryk w Ałtaju pod koniec lat 40. XX wieku – stąd jego nazwa „dywan Pazyryk”. Ma wymiary 183 × 198 cm, a jego gęstość tkania wynosi ok. 3600 węzłów typu giordi na metr kwadratowy. Wzór tego dywanu to w środkowej części gwiaździsty motyw powtórzony w czterech kolumnach po sześć elementów, otoczony kolejno czterema obramowaniami (oddzielonymi sześcioma węższymi z kolorowymi blokami w sekwencji czarny-biały-czerwony-biały) przedstawiającymi, patrząc od środka, medaliony ze stworzeniami przypominającymi gryfy, zwierzęta przypominające jelenie – najprawdopodobniej renifery lub łosie, gwiaździste symbole, wojowników na koniach lub idących obok koni oraz medaliony ze stworzeniami przypominającymi gryfy. Dywan ten znajduje się w Państwowym Muzeum Ermitażu w Sankt Petersburgu w Rosji.

### Dywan Baharestan
Perski dywan Chosroua I Anoszirwana, znany z opisu arabskiego po zdobyciu Ktezyfonu w 637 roku jako „wiosna Chosroua”, „ogród zimowy” lub „ogród wiosenny” nie był najprawdopodobniej dywanem z włosiem. Wedle przekazów arabskich był to dywan o wymiarach 27 × 27 metrów pokrywający podłogę w sali audiencyjnej zimowego pałacu królewskiego Tak Kisra w Ktezyfonie. Dywan z włosiem odpowiadający takim wymiarom ważyłby ponad dwie tony. Wzorem dywanu był wiosenny ogród królewski z owocującymi drzewami, kwiatami w rozkwicie, strumykami i ścieżkami – tkanina miała być bogato haftowana i zdobiona kamieniami szlachetnymi. Po zajęciu Ktezyfonu przez Arabów, dywan został pocięty na kawałki, które zostały rozdane muzułmanom. Motyw wiosennego ogrodu był częstym wzorem późniejszych dywanów perskich.

### Dywan Ardabil
W 1893 roku Muzeum Wiktorii i Alberta nabyło XVI-wieczny perski dywan (10,51 × 5,35 m), tzw. dywan Ardabil. Bliźniaczy, lecz w gorszym stanie, dywan (7,28 × 4,11 m) został podarowany w 1953 roku przez Jeana Paula Getty'ego Los Angeles County Museum of Art. Dywan z Londynu zachował podpis rzemieślnika wraz z datą produkcji – 1539–40. Obydwa zostały nabyte w firmie Vincent Robinson and Co. of London, przy czym dywan z Los Angeles przeszedł przez ręce kilku właścicieli. Dywany powstały zapewne na zamówienie królewskie i pochodzą najprawdopodobniej z rodowego sanktuarium Safawidów, zbudowanego wokół grobowca szejka Safi ad-Dina (zm. 1324) w Ardabil – stąd ich obecna nazwa. Wzór dywanów Ardabil to w części środkowej duży, żółty medalion otoczony wianuszkiem owali w centrum prostokątnego pola z dwiema lampami umiejscowionymi symetrycznie po bokach i czterema elementami różnymi w stylu medalionu. Część środkowa otoczona jest czterema równoległymi obramowaniami. Tło stanowią fantastyczne kwiaty i liście na ciemnoniebieskim podkładzie. Dywan Ardabil powstał najprawdopodobniej na północy ówczesnej Persji w Tebrizie a praca nad nim trwała zapewne trzy lata.

## Technika tkania i wzornictwo

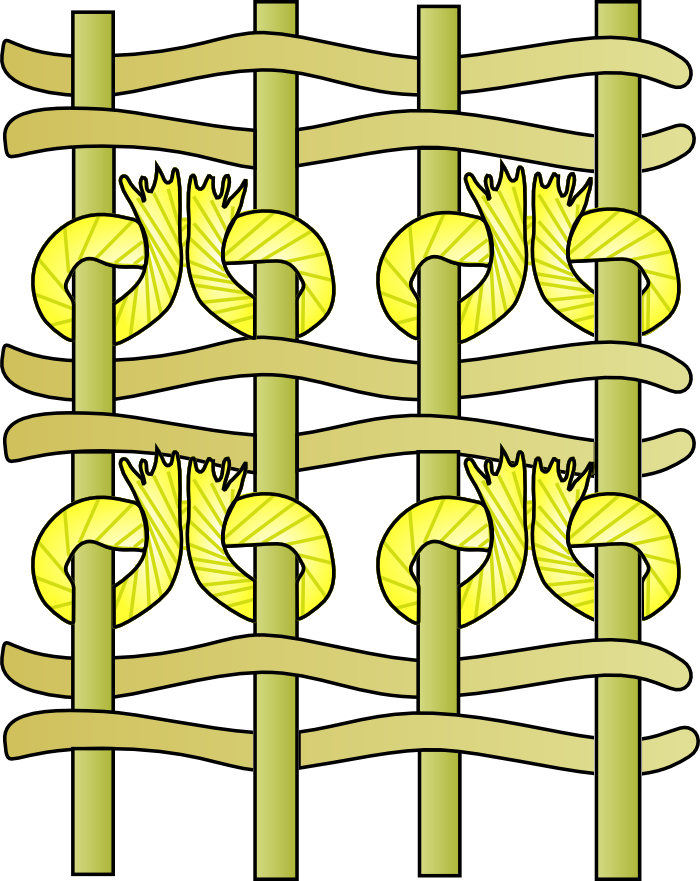
Turkbâf – węzeł turecki (giordi)

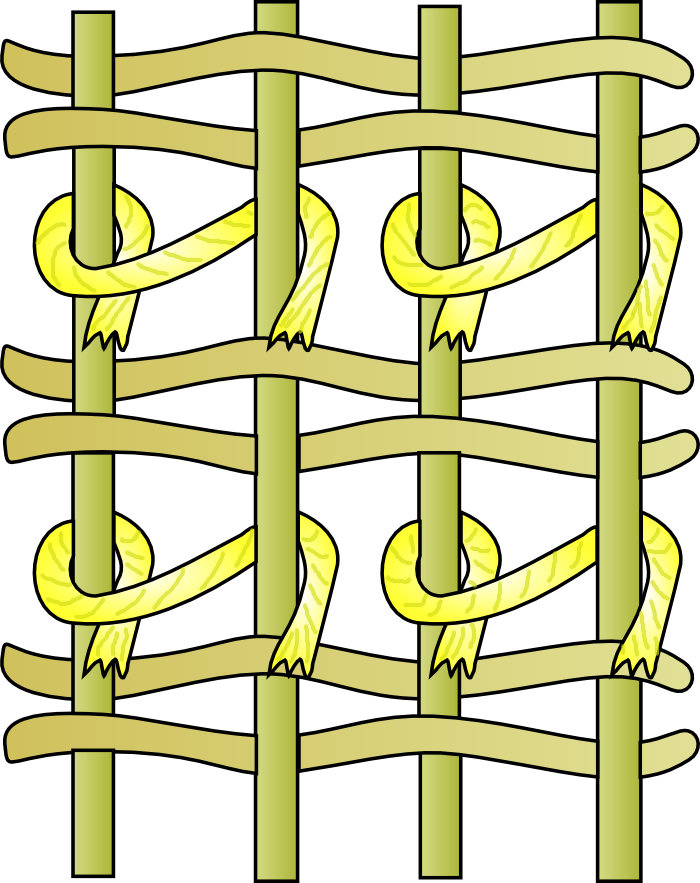
Farsbâf – węzeł perski (senneh)

Dywany perskie znane są z różnorodności wzornictwa i wysokiej jakości. Na wartość dywanu wpływa gęstość węzłów oraz wyjątkowość wzoru – im więcej węzłów na metrze kwadratowym i rzadszy wzór, tym dywan jest droższy. Dywany powstają poprzez owijanie przędzą osnowy – tworzeniem rzędów węzłów oddzielanymi od siebie nićmi wątku. Osnowa i wątek są najczęściej bawełniane, rzadziej wełniane lub jedwabne.
Przy produkcji dywanów perskich stosowane są dwa podstawowe węzły: węzeł symetryczny, zwany też węzłem tureckim czy węzłem typu giordi, oraz węzeł asymetryczny, zwany też węzłem perskim czy węzłem typu senneh. W węźle symetrycznym przędza jest owijana pętlą wokół dwóch sąsiadujących ze sobą nici osnowy. Pomiędzy każdym rzędem węzłów umieszczona jest jedna lub więcej nici wątku. Węzły symetryczne stosowane są przy wzorach geometrycznych. W węźle asymetrycznym jedna cześć przędzy jest owijana pętlą wokół jednej nici osnowy, podczas gdy jej druga część jest przeciągana pod kolejną nicią osnowy. Pomiędzy rzędami węzłów umieszczana jest jedna lub więcej nici wątku. Węzły asymetryczne wykorzystywane są w produkcji dywanów o złożonych wzorach.
Różne rodzaje dywanów wytwarzanych w Iranie nazywane są najczęściej od nazw regionów i miejscowości gdzie są produkowane, np. Hamadan, Kerman czy Sziraz, lub też od nazw plemion nomadycznych zajmujących się ich produkcją. Dywany wytwarzane przez nomadów są mniejsze i mają bardziej wyraziste kolory. Perskie wzory dywanowe, inspirowane często naturą, można podzielić na 17 grup, m.in. wazy, europejskie kwiaty czy cztery pory roku. Nazwy poszczególnych wzorów pochodzą również od nazw regionów i miejscowości, np. dywany Tebriz bazują na wzorze medalionu w części środkowej otoczonego przez motywy roślinne, dywany Isfahan na motywach floralnych na tle w kolorze kości słoniowej.